# Aleksander Jackiewicz

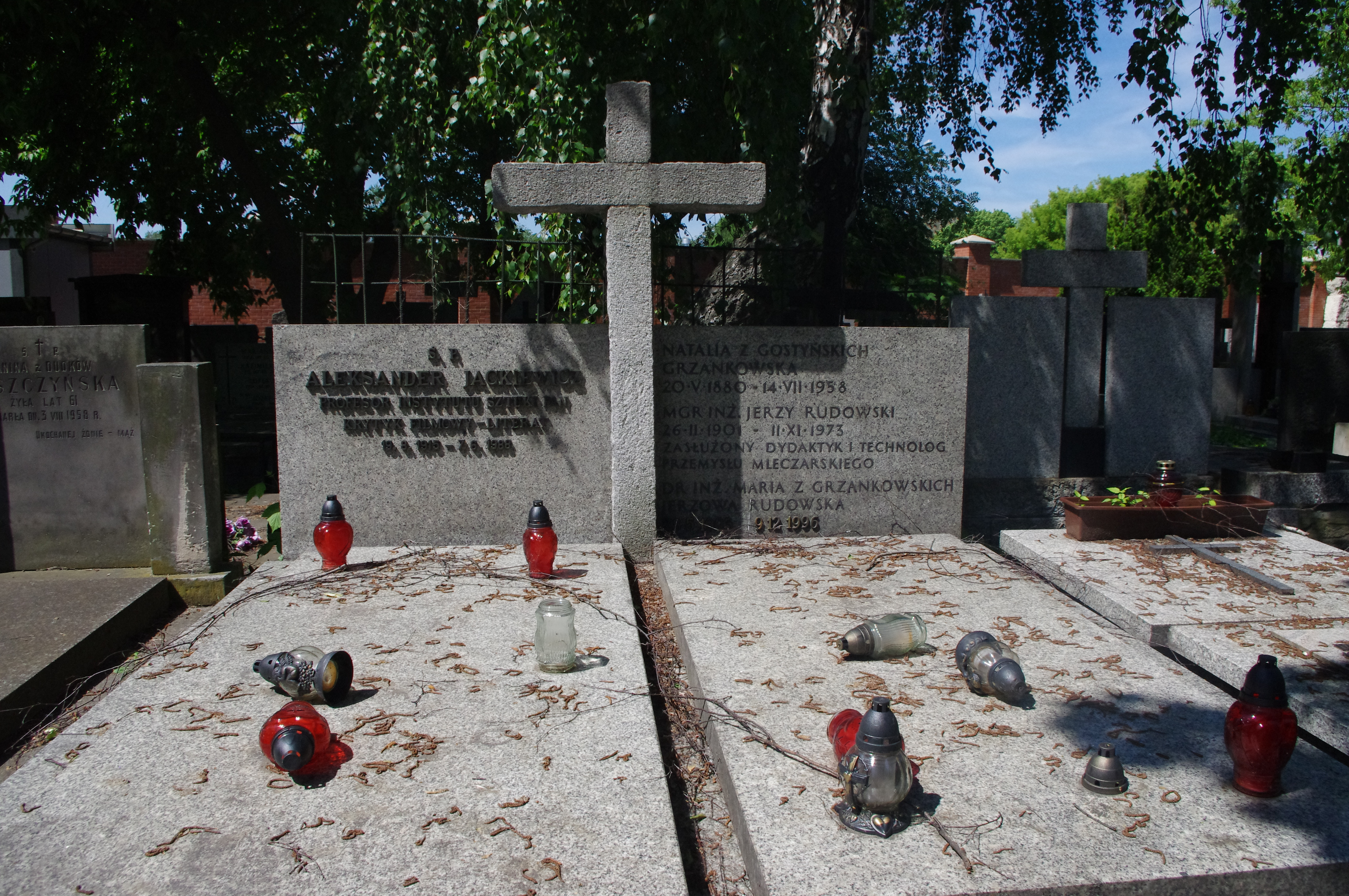
Mormântul lui Aleksander Jackiewicz în Cimitirul Powązki din Varșovia

Aleksander Jackiewicz (n. 19 august 1915, Simferopol, gubernia Taurida, Imperiul Rus – d. 7 iunie 1988, Varșovia, Polonia) a fost un teoretician și critic de film, eseist și prozator polonez, care a predat o lungă perioadă la Institutul de Arte al Academiei Poloneze de Științe și la Școala Națională de Cinematografie de la Łódź.
A publicat mai multe cărți consacrate relației dintre literatură și film: Gorki i film (1955), Latarnia czarnoksięska (schițe despre cinematografia realist-socialistă - 1956), Film jako powieść XX wieku (1968), Historia literatury w moim kinie (1974), Antropologia filmu (1975), Gwiazdozbiór (1983), Moja filmoteka (1983), Kino polskie (1983), Kino na świecie (1983).
În 1973 Jackiewicz a jucat rolul profesorului în filmul Pies, regizat de Janusz Kondratiuk. A murit în 1988 și a fost înmormântat în Cimitirul Powązki din Varșovia (parcela 154c-3-18/19).

## Legături externe
- pl Aleksander Jackiewicz în baza de date filmweb.pl
- pl Aleksander Jackiewicz în baza de date  filmpolski.pl